# Ichneumon hiltoni
Ichneumon hiltoni là một loài tò vò trong họ Ichneumonidae.